# NGC 3960
NGC 3960 é um aglomerado aberto na direção da constelação de Centaurus. O objeto foi descoberto pelo astrônomo James Dunlop em 1826, usando um telescópio refletor com abertura de 9 polegadas. Devido a sua moderada magnitude aparente (+8,3), é visível apenas com telescópios amadores ou com equipamentos superiores. 